# M. Schneider
M. Schneider war eine Kaufhauskette. Das Stammhaus auf der Zeil in Frankfurt am Main war eines der bedeutendsten Kaufhäuser in Frankfurt. Es war eines der Ziele der politisch motivierten Kaufhaus-Brandstiftungen am 2. April 1968. Heute besteht noch ein einziges Modehaus M. Schneider in Offenbach am Main.

## Von der Gründung zur Kaufhauskette

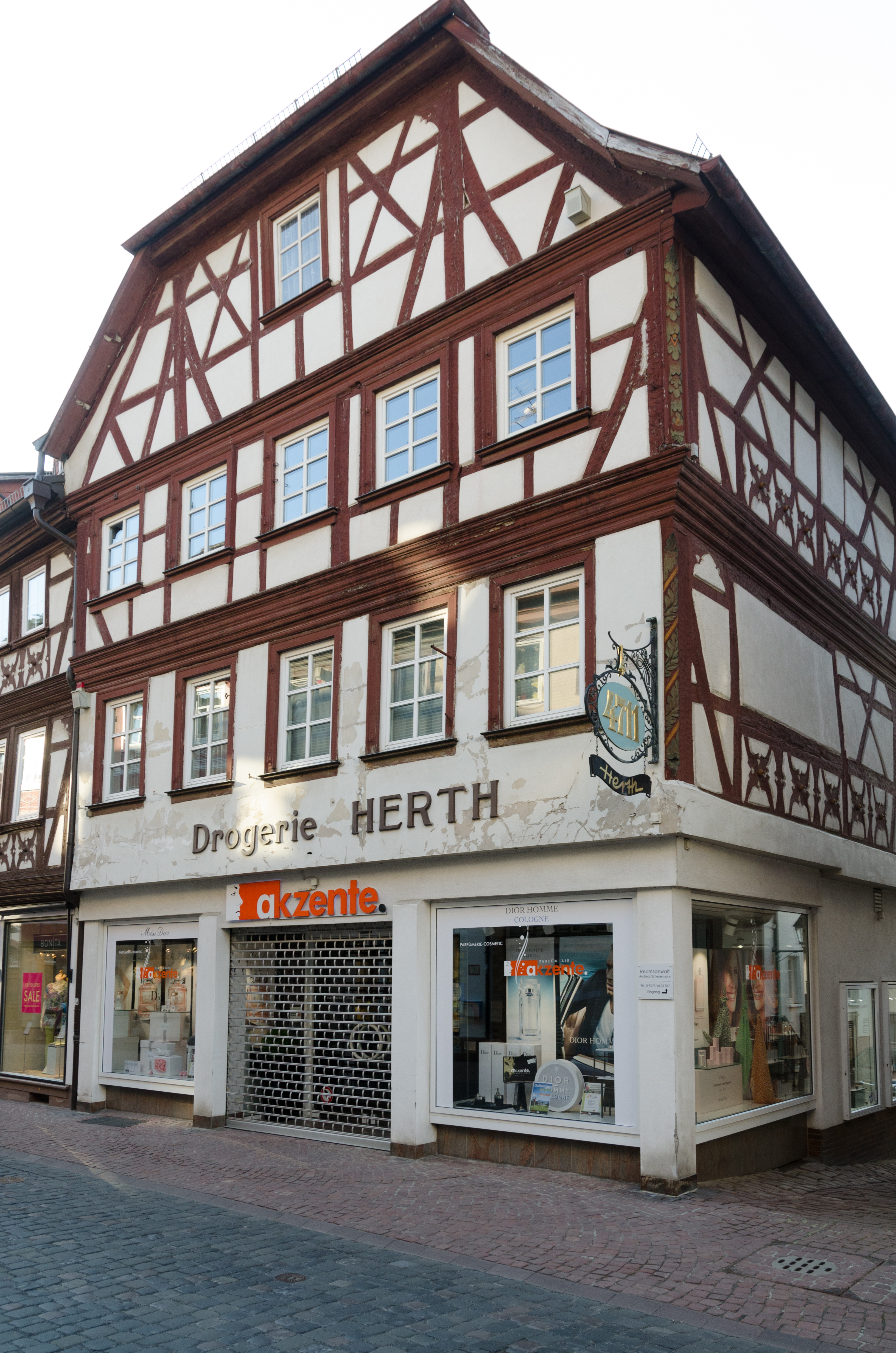
Hauptstraße 110 in Miltenberg: Das erste Geschäft von Michael Schneider

Am Sonntag, dem 13. November 1887 eröffnete Michael Schneider (1849–1904) sein Geschäftslokal im Haus Große Bockenheimer Straße 9, wo 14 Verkäuferinnen Mode- und Manufakturwaren anboten. Michael Schneider hatte bereits vorher in München, Leipzig und Nürnberg Geschäfte eröffnet und erwartete durch den gemeinsamen Einkauf Kostenvorteile. Noch ungewohnt war damals auch das Geschäftsprinzip, Festpreise zu verlangen – Rabatte und Feilschen gab es nicht.
Michael Schneider machte eine Lehre in Künzelsau, ging als Commis nach Würzburg und arbeitete dann in einem Schnittwarengeschäft in Miltenberg, Hauptstraße 110 (⊙). Mit 24 Jahren übernahm er 1873 das Geschäft seines Prinzipals. Schneider, der Sohn eines wohlhabenden fränkischen Dorfschulzen war, heiratete 1874 die Tochter des Schulzen aus Reistenhausen. Familiär bedingt stand ihm daher ein gewisses Kapital zur Verfügung. 1877 verkaufte er sein Geschäft und eröffnete ein größeres in Würzburg. 1882 verkaufte er dieses für 100.000 Mark (in heutiger Kaufkraft rund 901.000 Euro) und begann mit dem Aufbau seiner Ladenkette. Zunächst eröffnete er 1881 zwei Geschäfte in München, davon eines am Stachus. 1883 eröffnete er die Leipziger Filiale, später erwarb seine Frau die in Nürnberg. 1887 kam Frankfurt hinzu; zum Ende des Jahrhunderts war die Kette auf mehr als 30 Geschäfte in zwei Dutzend Großstädten angewachsen.

## Das Frankfurter Stammhaus

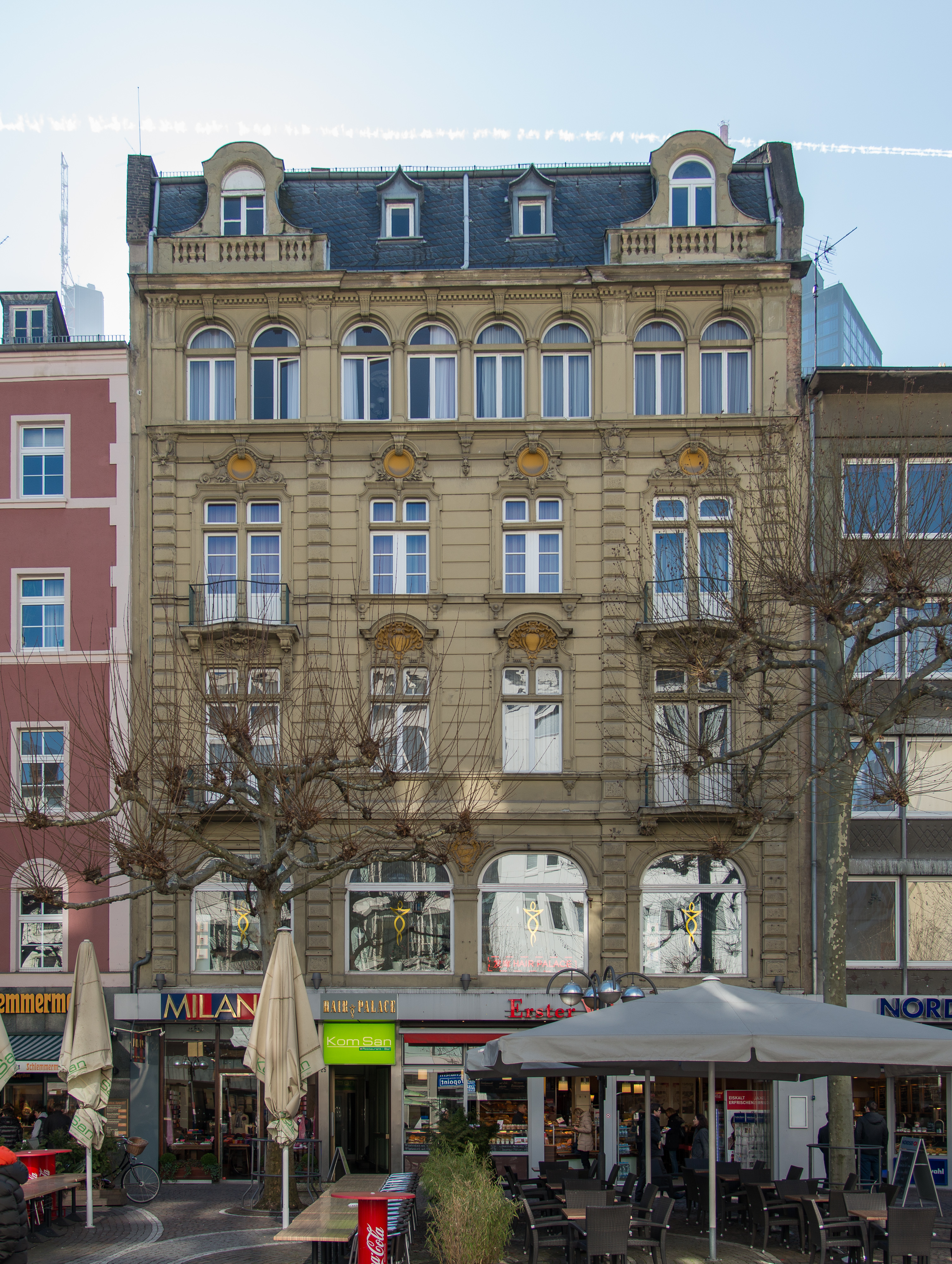
Große Bockenheimer Straße 25, der zweite Standort von M. Schneider in Frankfurt

1894 zog die Frankfurter Filiale in das neu erbaute Haus Große Bockenheimer Straße 25 (⊙) um, da das bisherige Geschäft zu klein geworden war.
Michael Schneider zog sich aus dem operativen Geschäft zurück und lebte als Privatier. Am 1. Juli 1899 übernahm Gottlob Beilharz (1869–1953) das Haus M. Schneider und sollte das Geschäft ein halbes Jahrhundert lang leiten. Ende des Jahres zog das Geschäft in die Zeil 114 (⊙), das Minerva-Haus, um. Der gewonnene Platz wurde zu einer Erweiterung des Sortimentes genutzt. Nun wurden zusätzlich Wäsche und Weißwaren angeboten. Nachdem er auch den ersten Stock mieten konnte, wurde das Sortiment um Tricotagen, Gardinen, Teppiche und Bettwaren ergänzt. Am 1. Januar 1902 konnte er die Miteigentümer auszahlen und wurde Alleineigentümer. Mit der Gründung von Filialen in Offenbach und Darmstadt setzte er seinen Expansionskurs fort.
Auch das Stammhaus wuchs nun beträchtlich. Am 30. November 1907 eröffnete das neu erbaute Kaufhaus in der Zeil 98, Ecke Stiftstraße. Beilharz mietete das sechsstöckige Gebäude für 40 Jahre und führte nun das größte Kaufhaus der Stadt. Das Sortiment wurde um Möbel erweitert, die im dritten Stock angeboten wurden. Das Wachstum der Stadt Frankfurt trug dazu bei, dass das Kaufhaus bis zum Beginn des Ersten Weltkriegs wachsende Umsätze und Gewinne verzeichnete.

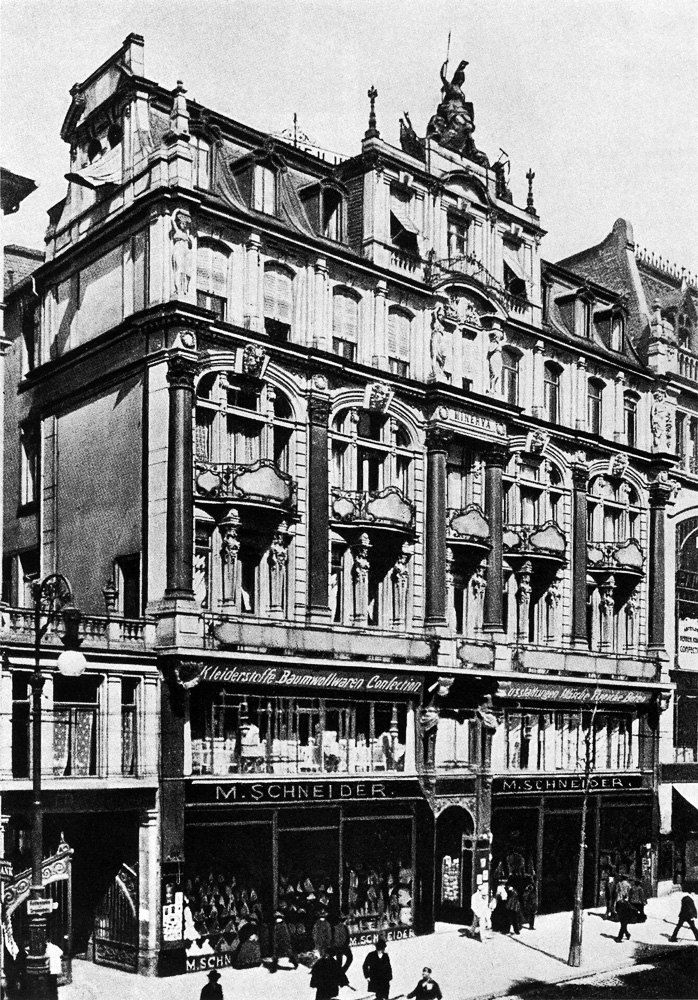
Haus Minerva auf der Zeil um 1905

Krieg und Inflationszeit führten zu hohen Verlusten, die Beilharz dank seines Vermögens tragen konnte. Erst nach der Währungsreform 1923 ging es mit M. Schneider wieder aufwärts, bis die Weltwirtschaftskrise erneut rote Zahlen brachte.
1936/37 wurden die Nachbarhäuser Stiftstraße 7 und Zeil 102/104 erworben und darauf Erweiterungsbauten für das Kaufhaus M. Schneider errichtet. 1939 beschäftigte das Unternehmen 500 Mitarbeiter.

## Zerstörung und Wiederaufbau
Die Luftangriffe auf Frankfurt am Main vom 18., 22. und 24. März 1944 zerstörten die Frankfurter Altstadt. Auch das Kaufhaus M.Schneider wurde völlig ausgebombt. Beilharz mietete das Cafe Jäger in der Stiftstraße 7 und führte dort den Verkauf behelfsmäßig weiter. Das Geschäft litt vor allem an einem Mangel an Waren. Die im Kaufhaus M. Schneider angebotenen Waren durften nur gegen Bezugsscheine verkauft werden, die Lieferanten waren selbst nicht lieferfähig.
Das Kaufhaus selbst wurde von Trümmern befreit und Verkaufsstände an den Außenmauern eingerichtet. Im Herbst 1947 war das Erdgeschoss wieder hergerichtet und konnte als Verkaufsraum genutzt werden. 1948 kam der erste Stock hinzu.
Mit der Währungsreform 1948 und der Einführung der Sozialen Marktwirtschaft begann auch bei M. Schneider das Wirtschaftswunder. Als Beilharz 1952 starb, übernahm Sohn Karl Friedrich Beilharz (1902–1976) und Tochter Charlotte Marschner die Geschäftsführung. Das Kaufhaus wieder vollständig in Betrieb. 1945 war der Betrieb mit 100 Mitarbeitern aufgenommen worden. 1948 waren es 200 und 1962 sogar 800 geworden. Der Werbeslogan M. Schneider – Ihr Ziel auf der Zeil war überregional bekannt. Nach dem Tod von Karl Friedrich Beilharz übernahmen seine Schwester Charlotte Marschner und deren Sohn Jürgen Marschner (1939–2004) die Geschäftsführung. Nach dem Tod des Gesellschafters Jürgen Marschner 2004 erhielt sein damals minderjähriger Sohn Sascha Marschner die Mehrheit der Anteile.
Am 2. April 1968 wurde das Stammhaus auf der Zeil Opfer einer politisch motivierten Brandstiftung, an der die späteren Mitbegründer der Rote Armee Fraktion, Andreas Baader und Gudrun Ensslin, beteiligt waren. Zusammen mit Thorwald Proll und Horst Söhnlein legten sie nachts insgesamt drei Brände in zwei Kaufhäusern und wurden dafür zu jeweils drei Jahren Zuchthaus verurteilt. Menschen wurden nicht verletzt, der Brandschaden betrug am Kaufhaus M. Schneider 282.339 DM (heutiger Geldwert 641.273 Euro) und im Kaufhof 390.865 DM (heutiger Geldwert 887.767 Euro).
1998 wurde das Traditionskaufhaus auf der Zeil geschlossen. Das Grundstück wurde verkauft, der Gebäudekomplex vollständig abgerissen und von der Douglas-Gruppe bis 2000 neu bebaut.

## Das Haus in Offenbach
Am 4. November 1905 eröffnete M. Schneider seine Dependance in Offenbach am Main (⊙). Heute werden im Haus Frankfurter Straße 7 sowie drei kleinen Außenstellen im Stadtgebiet rund 100 Mitarbeiter beschäftigt (Stand 2010).